# Chiesa di Santa Maria Etiopissa
La chiesa di Santa Maria Etiopissa è un edificio sacro la cui prima costruzione risale all'età altomedievale, situato a Vicenza lungo la strada statale Marosticana in località Polegge, al confine con i Comuni di Dueville e di Monticello Conte Otto.
A partire dal XII secolo fu proprietà dell'abbazia di Pomposa e dal 1484 del monastero di san Bartolomeo in Vicenza. Nel 1771, in seguito alla soppressione del monastero, fu venduta a privati e adibita ad usi profani; nel XX secolo fu restaurata e attualmente appartiene alla parrocchia di Polegge ed è aperta al culto.

## Storia

### Toponimo
Probabilmente il nome Etiopissa non rappresenta un appellativo della Vergine, ma deriva dal toponimo della vicina località che le fonti medievali indicano come Teupexe o Teupissae (oggi rimane la non lontana via Chiuppese).
Il titolo solleva comunque ancora discussioni. Altre ipotesi - nessuna di queste realmente documentata ma soltanto di carattere storico-deduttivo - lo riferiscono a una possibile fondazione della chiesa ad opera di missionari orientali venuti in Italia a combattere l'arianesimo longobardo e lo scisma dei tre capitoli, oppure alla dedicazione ad una santa di origine africana, oppure ancora ad una "madonna nera".

### Medioevo
Alcuni studiosi del XIX secolo hanno ipotizzato una fondazione della chiesa in età longobarda - così come per altre chiesette, tutte entro un raggio di pochi chilometri dal centro storico della città, che sarebbero state costruite nei punti strategici in cui i guerrieri longobardi avevano i posti di guardia per il controllo del territorio. Ciò sulla base di pochi e incerti elementi, come il celebre pluteo con i pavoni affrontati, conservato in copia all'interno dell'aula e riconducibile al VI-VII secolo; l'ipotesi però non trova sicuro fondamento.
Uno studio del manufatto fa ritenere comunque che vi sia stato "un primo parziale rifacimento sulle fondamenta primitive, databile al secolo X o XI dopo le invasioni ungare", dimostrato dalla "poverissima muratura di ciottoli di fiume" e forse anche dai resti di un affresco "romanico" a sinistra della porta che si apre sulla parete meridionale. Prima del 1000, la zona in cui è posta la chiesa era in gran parte disabitata e occupata da una vasta selva, che dalla città di Vicenza si estendeva fino alla villa di Cavazzale, i cui abitanti - assieme a quelli di Povolaro - usavano per le sepolture il cimitero di Santa Maria di Chiupese.
La prima testimonianza scritta dell'esistenza della chiesa risale al 27 marzo 1107, quando Gumberto, Arprando, Ambrosio e Uguccione della famiglia da Vivaro, feudataria del vescovo di Vicenza, donarono all'abbazia benedettina di Santa Maria di Pomposa "capella una aedificata in honorem sanctae Mariae quae est posita in villa nomine Teupese …". Nel 1153 una bolla papale confermò a Pomposa i suoi diritti su S. Mariae in Teupisse, anche se nei decenni successivi vi furono conflitti di giurisdizione tra Pomposa e il vescovo, poi il Comune, di Vicenza; gli stessi da Vivaro fino al 1290, anno in cui furono banditi dal territorio vicentino, mantennero legami con la chiesa.
Insieme con questa chiesa furono donate e assoggettate a Pomposa anche quelle di Santa Perpetua, di Santa Croce e di Santa Fosca di Dueville, che quindi furono staccate dalla vita benedettina di Vicenza, imperniata sul monastero di San Felice. Secondo un documento del secolo XIII pare che a quest'epoca la comunità benedettina fosse già estinta e forse sostituita da una comunità religiosa laica.
Nei documenti vaticani delle Rationes Decimarum degli anni 1297-98 la chiesa è ancora ricordata e appare come data in commenda al cardinale Pietro Colonna e dipendente dalla plebes duabus villis (la pieve di Dueville); non è però più citata nel 1303 e questo lascia pensare che vi sia stata una progressiva decadenza sino a giungere a uno stato di quasi completo abbandono intorno al 1370.
Nel 1377 il vescovo di Padova Raimondo, in qualità di Nunzio pontificio, scriveva all'abate di Pomposa deplorando fortemente le tristi condizioni del monastero vicentino - vacante da lungo tempo, diminuito nei redditi e senza che più venissero celebrati gli uffici divini - e ordinava un pronto intervento,  con lo scopo di materiale restauro della chiesa e del chiostro per rendere possibile la vita ai religiosi. Questa ebbe così, negli ultimi anni del XIV secolo, una certa ripresa e nel 1393 si attesta di un certo Pietro abbas et rector sanctae Mariae de Thiupexe.

### Età moderna

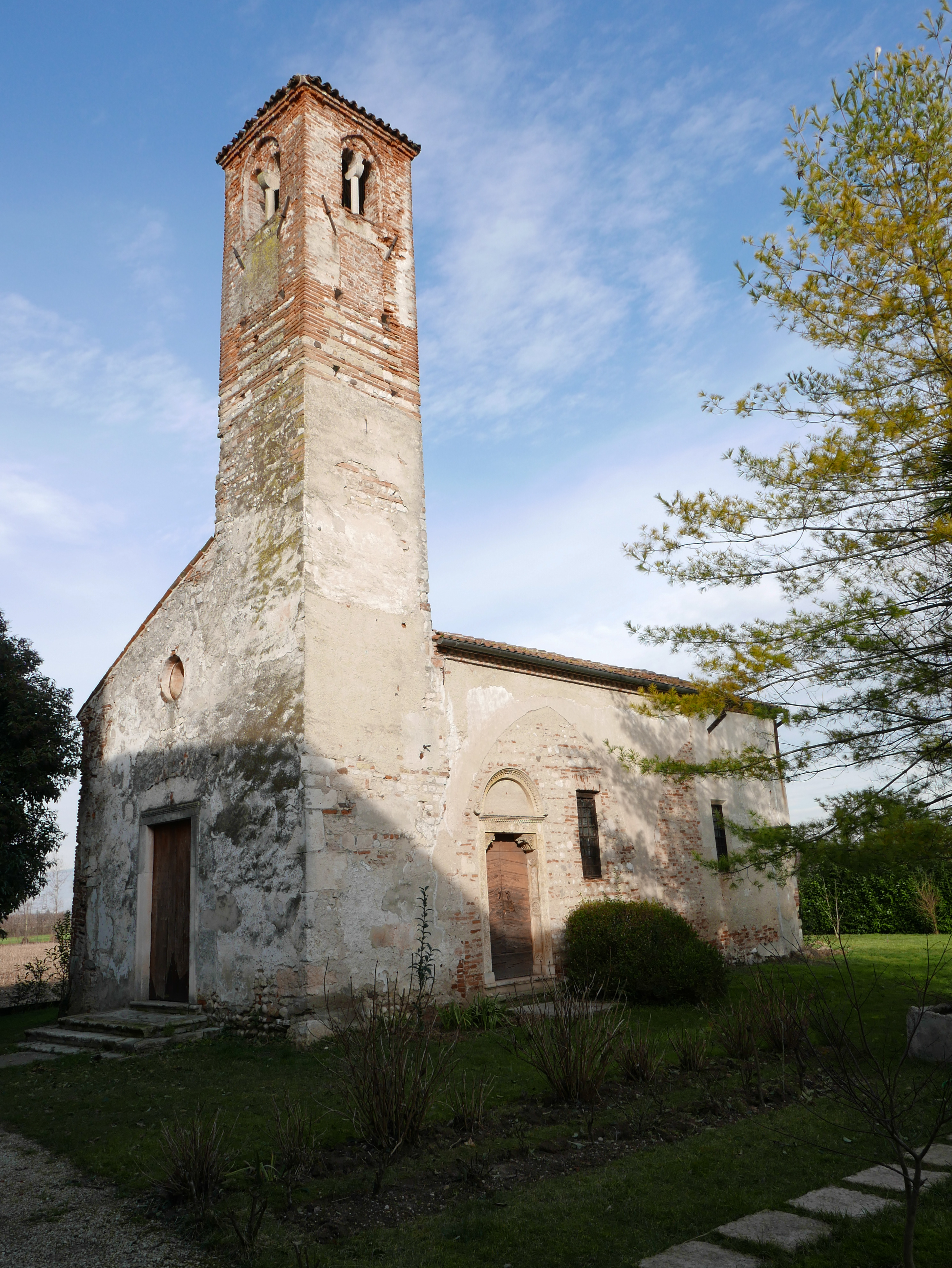
La facciata e il prospetto ovest

Agli inizi del XV secolo Santa Maria Etiopissa era sotto la giurisdizione del capitolo della cattedrale di Vicenza che, nel 1403, la affittò con tutti i suoi beni a un certo Pierpaolo, che avrebbe dovuto effettuare la manutenzione della chiesa con tutti i suoi annessi e mantenere a proprie spese un prete cappellano che vi risiedesse notte e giorno. Essa diventò allora una specie di chiesa curata per la contracta (contrada) di Chiupese,  piccolo nucleo posto lungo la strada che andava verso Marostica e dove vi era anche un'osteria. La chiesa durante tutto il XV secolo servì da parrocchiale per le famiglie sparse tra Vivaro e Cavazzale; diversi testamenti ordinano che il testatore venga sepolto nel suo cimitero.
Formalmente nel 1405 fu Pandolfo Malatesta, abate commendatario di Pomposa, che affidò a frate Biagio Vitriani da Vicenza la gestione dell'abbazia, gestione che passò da lui al figlio Marco, che la resse fino al 1484. Probabilmente i Vitriani, padre e figlio, considerarono l'abbazia una loro proprietà, vivendovi come signorotti di campagna: da tempo infatti essa non accoglieva monaci e questo probabilmente spiega l'assenza di un chiostro annesso.
Intorno al 1480 Marco Vitriani fece radicalmente restaurare ed affrescare al suo interno la chiesa. Tra questi lavori un bel portale lombardesco, anche se non è possibile un'attribuzione fra i tanti maestri lombardi allora operosi in Vicenza. Dello stesso periodo il fregio floreale che gira attorno alla chiesa e alcuni preziosi affreschi ancora esistenti: la Vergine in trono e i santi Cristoforo e Lucia, la Vergine sotto un baldacchino con Gesù sulle ginocchia, i monaci Marco Vitriani e Barnaba, l'annunciazione della Vergine; affreschi forse attribuibili al pittore Taddeo d'Ascoli, figlio di Villano.
Nel 1484 l'antica abbazia benedettina fu incorporata nel monastero di san Bartolomeo di Vicenza, retto dai canonici regolari di Santa Maria di Frigionaia presso Lucca - che seguivano la regola agostiniana. Essi si impegnarono a ristrutturare gli edifici e a mantenere il sacerdote secolare che vi risiedeva. Nello stesso tempo concessero in affitto a Marco Vitriani e ai suoi familiari certe terre dell'abbazia, riconoscendo che, mentre prima erano paludose, boschive e incolte, con molto lavoro e spese essi le avevano coltivate e migliorate.
Un documento del 22 febbraio 1502 riporta la licenza, accordata da papa Alessandro VI ai canonici, di demolire la vicina chiesetta di Santa Croce - proprietà dell'abbazia - e di utilizzare il materiale ricavato per costruire un nuovo altare nella chiesa di Santa Maria de Chepexi (Ethiopisse), da dedicare alla Santa Croce in ricordo della chiesa demolita.
L'abbazia rimase comunque in stato di semi abbandono; forse il clima umido - vicino esisteva una risaia e quindi campi allagati - ne rendeva malsana l'abitabilità. Benché diminuito, il suo prestigio non si estinse tra la gente del contado, tanto che nel 1640 la comunità di Polegge ne effettuò il restauro.
Nel 1771 il monastero di San Bartolomeo venne soppresso dallo Stato veneziano e i suoi beni venduti. L'abbazia e le sue proprietà furono dapprima vendute alla famiglia Cordellina e poi, durante l'epoca napoleonica, passarono ai Milan - che vi costruirono la grandiosa barchessa - e infine ai Gonzati, che in epoca austriaca vi costruirono il corpo principale della villa. La chiesa cadde in stato di abbandono, tanto che il vescovo Farina lasciò che l'edificio venisse adibito ad usi profani.

### Età contemporanea
Nel 1933, per interessamento di don Federico Maria Mistrorigo, che si pose a capo di un apposito comitato, iniziò una fase di restauro che si protrasse per un decennio.
La chiesa attualmente è frequentata dagli abitanti della zona nelle celebrazioni liturgiche, sebbene versi in uno stato di degrado e di abbandono gravi.
Grazie all'impegno di ARTES (Associazione per il Recupero e la Tutela dell'Edilizia Storica), nel 2012 è stato donato alla Parrocchia di Polegge, proprietaria della chiesa, il progetto esecutivo di restauro conservativo dell'edificio e degli affreschi in esso contenuti, che ha già ottenuto le approvazioni per l'inizio dei lavori.

## Descrizione
La chiesa presenta pianta rettangolare, ad unica navata, abside che si stacca direttamente dall'arco di trionfo, senza ausilio del presbiterio, tramite un arco a doppia ghiera, caratteristico di altre costruzioni veneto - ravennati. La muratura portante è a spina di pesce e risulta usata in molti edifici dell'Italia settentrionale, ma perlopiù da costruttori veronesi.

### Esterno

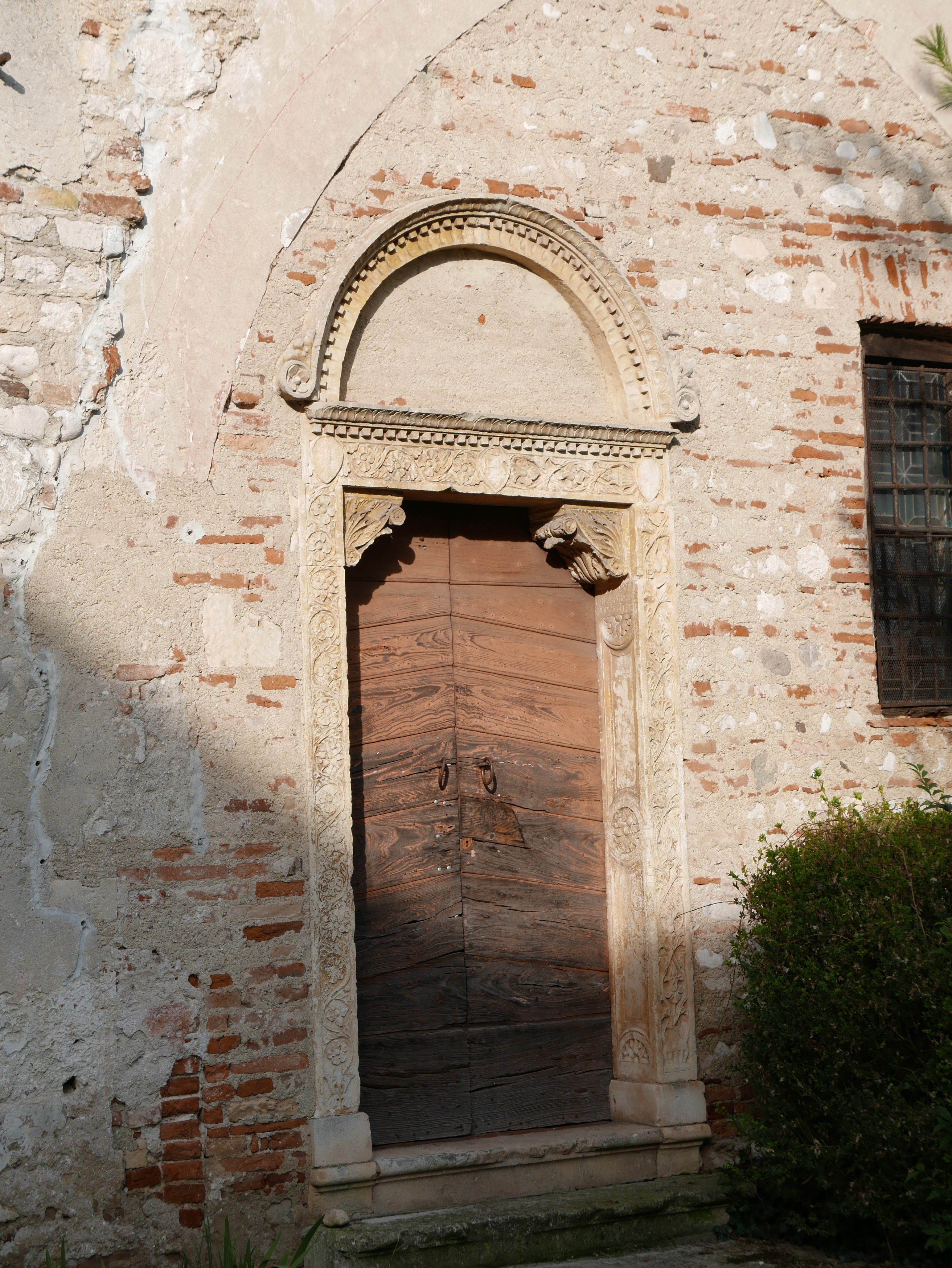
Portale laterale lombardesco

Allo stato attuale la Chiesa di Santa Maria Etiopissa versa nuovamente in uno stato conservativo non buono. Le murature storiche in pietra e mattoni manifestano un degrado diffuso imputabile all'azione disgregante e dilavante esercitata dagli agenti atmosferici, i materiali lapidei si presentano erosi e decoesi mentre gli intonaci antichi sono disgregati e staccati dal supporto.

### Interno
Il pluteo di marmo con le figure di due pavoni affrontati che si dissetano in un simbolico giardino, ricco di piante e fiori (VIII secolo) è conservato nella terza sala del Museo Diocesano di Vicenza. Il pavone aveva una forte simbologia religiosa. 
Anche l'interno versa in stato di degrado, nonostante gli interventi di manutenzione effettuati negli ultimi decenni: le infiltrazioni d'acqua attraverso il manto di copertura stanno producendo sia la marcescenza delle strutture lignee che il dilavamento degli affreschi che adornano tutte le pareti. La conservazione di questi ultimi oltre che dall'acqua di tipo meteorico è minacciata altresì dall'umidità di risalita e dalla vicinanza di intonaci cementizi di epoca recente, i cui sali potrebbero danneggiare gli affreschi irrimediabilmente.

### Campanile
Il campanile delimita verticalmente l'angolo destro della facciata, ed è sostenuto all'interno dell'edificio da due archi retti da un pilastro con capitello e abaco.
Possiede due campane di piccole dimensioni fuse nel XX secolo.